# Леонтий Български
Леонтий е първият български патриарх.
Данните за живота и служението му са оскъдни. Смята се, че е провъзгласен за патриарх от Втория всебългарски църковен Събор на българските епископи след голямата победа на цар Симеон при Ахелой през 917 г. Споменат първи в реда на „преславските патриарси“ в Бориловия синодик от 1211 г. Негов наследник е патриарх Димитрий Български.